# Hedehund

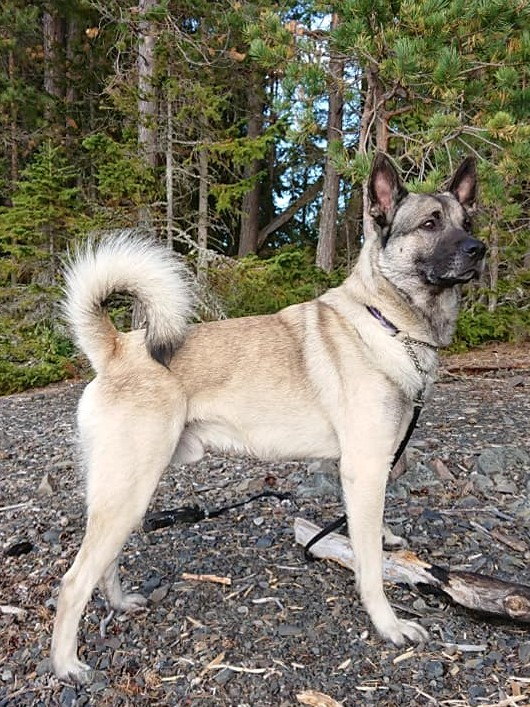

Hedehund är en hundras från Hede i Härjedalen.
Rasen är inte så utbredd. Hedehunden kan ha tre kända namn, bredvid hedehund är det gulhund eller gulehund (efter färgen) och holmshund efter Olof J. Holm från Hede som ägde den första hunden som kom att kallas hedehund.

## Historia
Det finns ingen rasklubb som arbetar för rasen och Jordbruksverket beslutade 2010 att Sverige inte skulle åta sig bevarandeansvar för hedehunden som husdjursgenetisk resurs då dess status inte kunnat fastställas, till exempel hur renrasig stammen är eller hur många som finns.
Hundrasen uppkom genom en korsning av vit lapphund och gråhund på 1920-talet. Rasen är inte godkänd av Svenska Kennelklubben (SKK) varför detaljerad rasbeskrivning saknas.

## Egenskaper
Hedehunden används oftast som jakthund, framförallt som ståndhund vid älgjakt. Den anses vara mycket uthållig och har ett lugnt och stabilt temperament.

## Utseende
Mankhöjden ska vara 50–60 cm och vikten runt 22 kg. Färgen är övervägande gul med svarta öron och nos. En svart fläck ska också finnas på svansens ovansida. Ögonen är mörka med ett lugnt uttryck. Hunden ska vara smäckert byggd, mer lik en liten jämthund än en gråhund. Tassarna är kraftiga och starka och hunden mycket uthållig. Lugnt och stabilt sinnelag.